# Charles Journet
Pour les articles homonymes, voir Journet (homonymie).
Charles Journet, né le 26 janvier 1891 à Genève et mort le 15 avril 1975 à Fribourg, est un théologien catholique suisse d'expression francophone. Créé cardinal par le pape Paul VI en 1965, il a joué un rôle déterminant au concile de Vatican II, notamment dans la rédaction de la constitution Gaudium et Spes.

## Biographie
Charles Journet est originaire d'une famille de petits commerçants. Après ses études secondaires et un début d’activité professionnelle dans une banque, il se sent appelé au sacerdoce. Il termine ses études classiques et entre au Grand Séminaire du diocèse à Fribourg. Ordonné prêtre en 1917, il est d’abord vicaire de paroisse, puis professeur au Grand Séminaire, où il accomplit toute sa carrière dans l'enseignement de la théologie dogmatique. Il ne renonce pas pour autant au ministère qu'il exerce à Genève tous les week-ends. Il consacre sa vie à la théologie, trouvant appui et encouragements chez des amis tels que Jacques Maritain.
Il fonde la revue Nova et Vetera en 1926, en compagnie de l'abbé François Charrière, qui devient plus tard évêque du diocèse de Lausanne, Genève et Fribourg.
Il organise des retraites, donne des conférences, écrit des articles. Durant la Seconde Guerre mondiale, il exprime des positions courageuses en faveur des droits de l'homme, rappelant les exigences supérieures auxquelles devaient être soumis les décisions et les actes politiques même de la part d'un pays neutre.
Théologien, il se consacre à des recherches approfondies en matière d'ecclésiologie. Il publie de nombreux ouvrages dont le principal est L'Église du Verbe incarné, dans lequel il scrute le mystère de l'Église en théologien et en contemplatif, mais en intégrant à sa démarche spéculative les apports des auteurs spirituels. Il montre en particulier comment l'Église, composée de pécheurs, est elle-même sans péché en tant qu’elle est le Corps mystique du Christ.
Spirituel, il publie des méditations tirées d’une théologie enracinée dans l'Évangile tels Entretiens sur la grâce, Les Sept Paroles du Christ en Croix, Connaissance et inconnaissance de Dieu. Les thèmes de ses retraites donnent lieu à l'édition de divers petits ouvrages : Notre Père qui êtes aux cieux ou Entretiens sur l'espérance.
Paul VI le nomme cardinal lors du consistoire du 22 février 1965 avec le titre de cardinal-diacre de S. Maria in Portico Campitelli, à la suite de certaines interventions décisives lors du concile Vatican II. Sa voix est particulièrement écoutée lors de la dernière session du concile où l’on traite de la liberté religieuse, de l'indissolubilité du mariage ou lors de l'élaboration de la constitution apostolique Gaudium et Spes. En 1973, il est élevé à l'ordre des cardinaux-prêtres.
Après avoir demandé à Paul VI de continuer à porter sa soutane de simple prêtre au quotidien, il obtient de maintenir sa résidence au Grand Séminaire de Fribourg tout en poursuivant son enseignement.
Il meurt le 15 avril 1975 après une courte maladie et est enterré à la chartreuse de La Valsainte.

## Œuvre

### Publications
Charles Journet fut le fondateur en 1926 de la revue trimestrielle Nova et Vetera, dans laquelle sont parus une grande partie de ses écrits.
- La place de saint Thomas d'Aquin dans la théologie, Semaine catholique (1921) 115-117; 134- 137; 155-157.
- Le problème du mal, Revue des Jeunes (1924) 120-130.
- Les indulgences, La Vie spirituelle 14 (1926) 250-254.
- Chronique sur le protestantisme, le libéralisme, la politique, Nova et Vetera 1 (1927) 66-87.
- La Légende du Grand Inquisiteur, Nova et Vetera 1 (1932) 77-100.
- Introduction à la théologie. Paris, 1947.
- L'Église du Verbe incarné, Essai de théologie spéculative. tomes I-III, Paris, Desclée de Brouwer, 1941, 1951, 1969.
- Une bibliographie complète des divers écrits de Charles Journet est disponible ici.